# Haisyn
Haisyn ou Haysyn (em ucraniano:  Га́йсин, Haysyn; em polonês/polaco:  Hajsyn; em russo:  Га́йсин, Gaysin) é uma cidade da Ucrânia, situada no Oblast de Vinnytsia. Tem 18,26 km² de área e sua população em 2020 foi estimada em 25.818 habitantes.